# Paolo V Esterházy
Paolo V Maria Luigi Antonio Esterházy di Galantha (Eisenstadt, 23 marzo 1901 – Zurigo, 25 maggio 1989) è stato un membro della facoltosa e nobile famiglia ungherese degli Esterházy.

## Biografia
Paolo era il secondo dei cinque figli nati dal matrimonio del Principe Nicola IV Esterházy e si dedicò agli studi di giurisprudenza e di scienze politiche. Alla morte del padre, nel 1920 a soli 19 anni di età, divenne il capo della casata degli Esterházy, con un patrimonio fondiario di circa 128.000 ettari in Ungheria e 66.000 ettari in Germania, oltre a un castello in Austria. A quel tempo, dopo il crollo dell'Impero Austriaco, propese per la nazionalità ungherese. Nella vita politica del suo tempo, fu intermediario tra i paesi coinvolti nei vari conflitti, e soprattutto servì l'Ungheria nelle contrattazioni della guerra civile con Béla Kun.
Il 3 agosto 1946 sposò la Prima Ballerina dell'Opera di Budapest, Melinda Ottrubay, a Budapest, appunto. Il matrimonio non diede eredi, e sua moglie fu la sua erede alla sua morte.
Tra il 1946 ed il 1947 i possedimenti degli Esterházy in Ungheria vennero posti sotto sequestro, e posti dal 1946 sotto l'amministrazione sovietica in Europa, dal momento che essi ricadevano sotto l'area di occupazione russa al crollo del III Reich. Paolo Esterházy venne accusato dal governo ungherese, sotto il pretesto di violazioni delle regolazioni degli scambi con l'estero assieme al Cardinale József Mindszenty e ad altri funzionari di stato e condannato a 15 anni di reclusione.
Nel corso della rivolta popolare del 1956 in Ungheria, Esterházy riuscì a fuggire in Austria. Dopo la sua fuga, passò a Zurigo, dove visse sino alla morte.

## Ascendenza
|                                          |                                         |                                                 | Genitori                                                    |  |  | Nonni |  |  | Bisnonni                         |  |  | Trisnonni                     |  |
|                                          |                                         |                                                 |                                                             |  |  |       |  |  | Miklós III Esterházy de Galántha |  |  | Pál III Esterházy de Galántha |  |
|                                          |                                         |                                                 |                                                             |  |  |       |  |  | Miklós III Esterházy de Galántha |  |  | Pál III Esterházy de Galántha |  |
|                                          |                                         | Maria Theresia von Thurn und Taxis              |                                                             |  |  |       |  |  | Miklós III Esterházy de Galántha |  |  |                               |  |
| Pál IV Esterházy de Galántha             |                                         |                                                 |                                                             |  |  |       |  |  | Miklós III Esterházy de Galántha |  |  |                               |  |
|                                          |                                         | Sarah Frederica Child-Villiers                  | George Child-Villiers, V conte di Jersey                    |  |  |       |  |  |                                  |  |  |                               |  |
|                                          |                                         | Sarah Frederica Child-Villiers                  | George Child-Villiers, V conte di Jersey                    |  |  |       |  |  |                                  |  |  |                               |  |
|                                          |                                         | Sarah Frederica Child-Villiers                  | Sarah Sophia Fane                                           |  |  |       |  |  |                                  |  |  |                               |  |
| Miklós IV Esterházy de Galántha          |                                         | Sarah Frederica Child-Villiers                  |                                                             |  |  |       |  |  |                                  |  |  |                               |  |
|                                          |                                         | Ferdinand Joachim von Trauttmansdorff-Weinsberg | Johann Nepomuk Joseph Norbert von Trauttmansdorff-Weinsberg |  |  |       |  |  |                                  |  |  |                               |  |
|                                          |                                         | Ferdinand Joachim von Trauttmansdorff-Weinsberg | Johann Nepomuk Joseph Norbert von Trauttmansdorff-Weinsberg |  |  |       |  |  |                                  |  |  |                               |  |
|                                          |                                         | Ferdinand Joachim von Trauttmansdorff-Weinsberg | Elisabeth Maria Philippa von Fürstenberg                    |  |  |       |  |  |                                  |  |  |                               |  |
| Marie von Trauttmansdorff-Weinsberg      |                                         | Ferdinand Joachim von Trauttmansdorff-Weinsberg |                                                             |  |  |       |  |  |                                  |  |  |                               |  |
|                                          |                                         | Ana Maria von Liechtenstein                     | Carlo Francesco del Liechtenstein                           |  |  |       |  |  |                                  |  |  |                               |  |
|                                          |                                         | Ana Maria von Liechtenstein                     | Carlo Francesco del Liechtenstein                           |  |  |       |  |  |                                  |  |  |                               |  |
|                                          |                                         | Ana Maria von Liechtenstein                     | Franziska von Wrbna und Freudenthal                         |  |  |       |  |  |                                  |  |  |                               |  |
| Pál V Esterházy de Galántha              |                                         | Ana Maria von Liechtenstein                     |                                                             |  |  |       |  |  |                                  |  |  |                               |  |
|                                          | János Cziráky von Czirák und Dénesfalva | Antal Cziráky von Czirák und Dénesfalva         |                                                             |  |  |       |  |  |                                  |  |  |                               |  |
|                                          | János Cziráky von Czirák und Dénesfalva | Antal Cziráky von Czirák und Dénesfalva         |                                                             |  |  |       |  |  |                                  |  |  |                               |  |
|                                          | János Cziráky von Czirák und Dénesfalva | Maria Batthyány de Német-Ujvar                  |                                                             |  |  |       |  |  |                                  |  |  |                               |  |
| Antal Cziráky von Czirák und Dénesfalva  | János Cziráky von Czirák und Dénesfalva |                                                 |                                                             |  |  |       |  |  |                                  |  |  |                               |  |
|                                          |                                         | Louise Elisabeta Dezasse de Petit-Verneuil      | François Dezasse de Petit-Verneuil                          |  |  |       |  |  |                                  |  |  |                               |  |
|                                          |                                         | Louise Elisabeta Dezasse de Petit-Verneuil      | François Dezasse de Petit-Verneuil                          |  |  |       |  |  |                                  |  |  |                               |  |
|                                          |                                         | Louise Elisabeta Dezasse de Petit-Verneuil      | Konstancia Zerdahelyi de Nyitraszerdahely                   |  |  |       |  |  |                                  |  |  |                               |  |
| Margit Cziráky von Czirák und Dénesfalva |                                         | Louise Elisabeta Dezasse de Petit-Verneuil      |                                                             |  |  |       |  |  |                                  |  |  |                               |  |
|                                          |                                         | László Esterházy de Galántha                    | Imre Esterházy de Galántha                                  |  |  |       |  |  |                                  |  |  |                               |  |
|                                          |                                         | László Esterházy de Galántha                    | Imre Esterházy de Galántha                                  |  |  |       |  |  |                                  |  |  |                               |  |
|                                          |                                         | László Esterházy de Galántha                    | Terézia Palaghy de Balogvár                                 |  |  |       |  |  |                                  |  |  |                               |  |
| Alexia Esterházy de Galántha             |                                         | László Esterházy de Galántha                    |                                                             |  |  |       |  |  |                                  |  |  |                               |  |
|                                          |                                         | Erzsébet Orczy de Orcz                          | György Orczy de Orcz                                        |  |  |       |  |  |                                  |  |  |                               |  |
|                                          |                                         | Erzsébet Orczy de Orcz                          | György Orczy de Orcz                                        |  |  |       |  |  |                                  |  |  |                               |  |
|                                          |                                         | Erzsébet Orczy de Orcz                          | Erzsébet Berényi de Karancsberény                           |  |  |       |  |  |                                  |  |  |                               |  |
|                                          |                                         | Erzsébet Orczy de Orcz                          |                                                             |  |  |       |  |  |                                  |  |  |                               |  |